# Eugen Ortner
Eugen Ortner (* 26. November 1890 in Glaishammer; † 19. März 1947 in Traunstein) war ein deutscher Dramatiker und Schriftsteller.

## Leben und Werk
Eugen Ortner studierte Neuphilologie und Sprachwissenschaft in München, Leipzig, Grenoble und Paris. 
Nach dem Ersten Weltkrieg arbeitete er als Lehrer, später als Journalist und Bühnenschriftsteller, u. a. am Leipziger Schauspielhaus. 1928 ließ er sich als freier Schriftsteller in München nieder. Frühe Erfolge feierte Ortner mit dem Heimkehrerdrama Michael Hundertpfund (1924) und der Tragödie Meier Helmbrecht (1927), die beeinflusst waren vom sozialen Drama Gerhart Hauptmanns und Frank Wedekinds.
Nach der Machtübernahme verwirklichte er von den Nationalsozialisten geförderte Theaterprojekte. 1933 brachte er Jud Süß nach der gleichnamigen Novelle von Wilhelm Hauff als Volksstück auf die Bühne. 1934 inszenierte er Moor, das auf dem Reichsparteitag 1935 uraufgeführt wurde. Später trat er nicht mehr durch NS-Propaganda hervor, sondern widmete sich vor allem kulturhistorischen Romanen und Biographien, z. B. über Sebastian Kneipp und Balthasar Neumann.

## Werke
- Albrecht Dürer und seine Zeit, 1933.
- Der Barockbaumeister Balthasar Neumann: eine Biographie, 1936.
- Das Weltreich der Fugger, 2 Bde. 1939/40.
- Ein Mann kuriert Europa: der Lebensroman des Sebastian Kneipp, 1938.
- Georg Friedrich Händel: ein Roman des Barock, 1942.